# ニコラス・レイ
ニコラス・レイ（Nicholas Ray、本名＝レイモンド・ニコラス・キンズル・ジュニア、1911年8月7日 - 1979年6月16日）は、アメリカ合衆国ウィスコンシン州出身の映画監督、脚本家、俳優である。1950年代アメリカ映画の巨匠であり、ヌーヴェルヴァーグの作家たちから尊敬を受けた監督として知られる。

## 略歴
フランク・ロイド・ライトの下で建築を学んだが、数ヶ月で決別。ニューヨークで左翼演劇活動に参加する。
太平洋戦争が始まると戦争情報局の仕事につき、ラジオ番組や宣伝映画などの制作を通して、エリア・カザンやジョン・ハウスマンなどの映画人と交流するようになり、ハウスマンのすすめでRKOに就職、1947年にデビュー作『夜の人々』を監督するが、ハワード・ヒューズがRKOを買収したために、このデビュー作は1949年まで公開が延期された。
RKOがヒューズの支配下に入ったのちも同社に留まり、未完成映画の追加撮影や共同監督にも立ち会わされることになるが、ヒューズの政治力によって1940年代末に吹き荒れた赤狩りのハリウッド・ブラックリストからは逃れることとなる。
1950年代にフリーになると、主題歌が世界的なヒットとなった西部劇『大砂塵』や、ジェームズ・ディーン主演の『理由なき反抗』などの名作・話題作を連発し、『理由なき反抗』ではアカデミー原案賞にもノミネートされた。しかし、アルコール依存症やそれに伴う奇行、体調不良に悩まされるようになる。環境問題を描いた異色西部劇『エヴァグレイズを渡る風』では完成まで立ち会うことを許されず、『暗黒街の女』を最後にハリウッドを離れ、ヨーロッパで活動するようになる。
1960年代に入ると、ヨーロッパ資本による大作の監督を任されるようになるが、『北京の55日』の撮影時に心臓発作を起こして、商業監督からの引退を余儀なくされる。
1972年にニューヨーク大学の講師に就任。学生たちとビデオや16ミリフィルムなどで映画を制作する。1978年、レイを私淑するヴィム・ヴェンダース監督と共同で『ニックス・ムーヴィー水上の稲妻』の撮影を開始するが、完成直後に肺癌で死亡する。映画の中にはレイが癌で苦しむ姿が克明に記録されて物議をかもした。

## エピソード
- 女優のグロリア・グレアムなど、生涯に4回結婚と離婚を繰り返している。最初の妻ジーンとの間に生まれた息子アンソニーは後にグロリア・グレアムの4番目の夫になっている。
- 『エデンの東』当時、ワーナー・ブラザース撮影所内でエリア・カザンとレイの事務所は隣り同士だった。カザンはジェームズ・ディーンに隣りのレイの事務所を訪ねるようにアドバイスし、それが『理由なき反抗』主役決定につながった。
- 『大砂塵』撮影中、レイは当時既に大女優であったジョーン・クロフォードを無視し、共演女優のマーセデス・マッケンブリッジに演技指導をすることに夢中になっていた。クロフォードはこうしたレイの行動に激しく反発し、映画のラストシーンで当時はまだ珍しかった女同士の決闘シーンを提案することになった。

## 関係のあった人々
- ジョン・ウェイン＝俳優。『太平洋航空作戦』以来、思想も性格も異なるレイを気に入っていた。
- ジム・ジャームッシュ＝『水上の稲妻』当時、ニューヨーク大学の学生。
- ハワード・ヒューズ
- ドア・シャーリー＝映画プロデューサー。『夜の人々』を製作。
- ハンフリー・ボガート＝俳優。ヒューズからレイを譲り受け3本の映画を制作。
- エリア・カザン
- ジョゼフ・ロージー
- ジェームズ・ディーン
- フィリップ・ヨーダン＝脚本家。『大砂塵』、『バレン』、『キング・オブ・キングス』を担当。
- ジャン＝リュック・ゴダール＝映画監督。『気狂いピエロ』でオマージュを捧げる。
- ローリング・ストーンズ＝レイ監督による映画を企画した。
- ナム・ジュン・パイク＝『わたしたちは二度と故郷に戻れない』に協力。
- リー・ストラスバーグ＝劇作家・演出家・俳優。ニューヨーク大学のレイの講座と共同作業。
- スーザン・シュウォーツ＝レイ最晩年の妻。

## 作品

### 監督作品
- 夜の人々 - They Live by Night  （1948年）
- 暗黒への転落 - Knock On Any Door （1949年）
- 女の秘密 - A Woman's Secret （1949年）
- 孤独な場所で - In A Lonely Place （1950年）
- 生まれながらの悪女 - Born To Be Bad （1950年）
- 太平洋航空作戦 - Flying Leathernecks （1951年）
- 危険な場所で - On Dangerous Ground （1951年）
- ラスティ・メン/死のロデオ - The Lusty Men （1952年）
- 大砂塵 - Johnny Guitar （1954年）
- 追われる男  - Run For Cover （1955年）
- 理由なき反抗  - Rebel Without a Cause （1955年）
- 熱い血 - Hot Blood （1956年）
- 黒の報酬 - Bigger Than Life （1956年）
- 無法の王者ジェシイ・ジェイムス - The Story Of Jesse James （1957年）
- にがい勝利 - Bitter Victory （1957年）
- エヴァグレイズを渡る風 - Wind Across The Everglades （1958年）
- 暗黒街の女 - Party Girl （1958年）
- バレン - The Savage Innocents （1960年）
- キング・オブ・キングス - King Of Kings （1961年）
- 北京の55日 - 55 Days at Peking （1963年）
- 1969年11月15日、ワシントンでのデモ行進 - March Of Washington.Nov.15.1969 （1970年）
- ウィ・キャント・ゴー・ホーム・アゲイン（巨匠ニコラス・レイ教授の「映画の授業」１） - We Can't Go Home Again （1973年） - 学生たちとの共同監督
- 守衛 - The Janitor （1974年） オムニバス『Wet Dreams』の一篇
- マルコ - Marco （1978年） 短編
- ニックス・ムービー/水上の稲妻 - Lightning Over Water （1980年） ドキュメンタリー

### 協力作品
- ブルックリン横丁 （エリア・カザン監督）- A Tree Grows Brooklyn （1945年） 第二班助監督
- カリブの謎 （ロバート・D・ウェブ監督）- Carribean Mystery （1945年） 台詞指導
- 山のロザンナ （アーヴィング・ライス監督）- Roseanna McCoy （1949年） 共同監督
- 脅迫者 （ジョン・クロムウェル監督）- The Racket （1951年） 共同監督
- マカオ （ジョセフ・フォン・スタンバーグ監督）- Macao （1952年） 共同監督
- アンドロクレスと獅子 （チェスター・アースキン監督）- Androcles And The Lion （1953年） 追加シーン監督
- サーカスの世界 （ヘンリー・ハサウェイ監督）- Circus World （1964年） 原案（ベン・ヘクトと共同）

### 出演作品
監督作を除く
- アメリカの友人 （1977年） ヴィム・ヴェンダース監督
- ヘアー （1979年） ミロシュ・フォアマン監督
- あまり期待するな （2011年） スーザン・レイ監督 ※アーカイブ・フッテージ

## 関連書籍
- 『わたしは邪魔された - ニコラス・レイ映画講義録』、スーザン・レイ編 
加藤幹郎・藤井仁子 訳、みすず書房、2001年。ISBN 4622042681
- ベルナール・エイゼンシッツ 『ニコラス・レイ - ある反逆者の肖像』 
吉村和明訳、キネマ旬報社、1998年。ISBN 4873762197

## DVD化タイトル
- 夜の人々(ジュネス企画)
- 女の秘密、生まれながらの悪女、危険な場所で(ブロードウェイ)
※「巨匠たちのハリウッド 生誕100周年 ニコラス・レイ」シリーズでリリース。
- 暗黒への転落（ソニー・ピクチャーズエンタテインメント）
※DVDボックス「COLUMBIA TRISTAR FILM NOIR COLLECTION VOL.1」に収録。
- 孤独な場所で（ソニー・ピクチャーズエンタテインメント）
※DVDボックス「COLUMBIA TRISTAR FILM NOIR COLLECTION VOL.1」に収録。
- 太平洋作戦（アートステーション）
※『太平洋航空作戦』のDVD化。世界名作映画全集88。
- 理由なき反抗（ワーナー・ホームビデオ）
※『理由なき反抗』スペシャルエディション（2枚組DVD）として期間限定出荷。
- ビガー・ザン・ライフ 黒の報酬（紀伊國屋書店）
※『黒の報酬』のDVD化。
- キング・オブ・キングス（ワーナー・ホームビデオ）
- ニックス・ムービー 水上の稲妻（東北新社）
※デジタルニューリマスター版。